# 3Xtrim 3X55 Trener
O 3X55 Trener é uma aeronave civil ultraleve produzida na Polónia pela 3Xtrim Aircraft Factory. É um monoplano de dois lugares. Existe também os 450 Ultra e 495 Ultra Plus, sendo variantes deste modelo, onde o peso é regulado de pais para país para estar de acordo com os regulamentos de cada país.
A versão americana desta aeronave é conhecida por Navigator 600.
|  |